# Alexandria Bay
Alexandria Bay – wieś w Stanach Zjednoczonych, w stanie Nowy Jork, w hrabstwie Jefferson.